# Gunnar Andersson (pilote)
Pour les articles homonymes, voir Gunnar Andersson et Andersson.
Gunnar Andersson est un pilote de rallye et sur circuit suédois, né le 17 avril 1927 dans la province de Dalsland, mort le 9 juin 2009.

## Carrière
Après une formation en apprentissage dans la Force aérienne suédoise, Gunnar Andersson ouvre un garage dans lequel il vend et entretient des véhicules d'avant-guerre.
Sa carrière sportive débute en 1953 lors d'une épreuve courue au centre de Göteborg, qu'il remporte sur sa Jaguar XK120 (10 épreuves, dont une redoutable de vitesse en marche arrière). À l'occasion d'une course de côte peu après, il réalise un temps qui laisse alors les organisateurs pantois.
Il commence réellement sa carrière à 26 ans, en 1957, en achetant une Volvo PV 444 qu'il fait équiper d'un moteur de 85ch, du type de ceux qui équipent les modèles PV destinées au marché américain.
En 1958, il s’impose au Midnattsolsrallyt, sur une Volvo PV 444. À cette époque, le Midnattssolsrallyt est le Rallye de Suède. Cette année la, il sera Champion d'Europe des rallyes sur ses PV 444 et PV 544. Il fait alors partie des pilotes "suivis" par Volvo, ayant un statut "semi-usine", la marque l'employant déjà comme pilote-instructeur.
Rallyman, il a également triomphé sur circuits (champion de Suède en 1959).
En 1960, on le retrouve vainqueur du Gran Primo Argentina (un Rallye d'Argentine avant l'heure, sur terre, particulièrement endurant, dont il sera deuxième en 1962) pour défendre les couleurs de Volvo; il remporte aussi le Rallye d'Allemagne (copilote Walter Karlsson), devant René Trautmann.
En 1961, il gagne la dernière édition des Mille Miglia, exceptionnellement sur Ferrari 250 GT (avec Carl Lohmander).
En 1963, il devient champion d’Europe des rallyes, sur une Volvo Amazon (Volvo 122 S) en prenant, entre autres, la deuxième place du Rallye de l'Acropole.
Cependant déjà, en 1962, la direction de Volvo lui demande de réduire son activité de pilote pour se consacrer à la direction du service compétition de Volvo. Il sera ainsi le tuteur de plusieurs nouveaux pilotes, tels Tom Trana, Carl-Magnus Skogh, Sylvia Österberg et un peu plus tard Bengt Söderström.
En 1972, il instaure la course du Volvo Track Racing Trophy, puis s'occupe du développement de la participation de Volvo en rallycross, notamment avec son modèle 343 et la création du team R.
Jusqu'en 1992, il reste pilote d'essai et "ambassadeur" de la marque.

## Palmarès
- 1958 - Premier: Midnattssolsrallyt (Rallye du soleil de minuit, à l'époque rallye national de Suède), sur Volvo PV444; 
  - 1958 - Troisième: Rallye de l'Acropole, sur Volvo PV444;
- 1958 - Premier: Championnat d'Europe des rallyes, sur Volvo PV444 (copilote Niels Peder Elleman-Jacobsen);
  - 1959 - Troisième: Roskilde Ring (S1.6), sur Volvo L4 (endurance sur circuit); 4e Västkustloppet (Falkenberg), sur Volvo L4 (endurance sur circuit);
- 1959 - Premier: Championnat de Suède des circuits, sur Volvo L4;
- 1960 - Premier: Rallye de Suède, avec Lohmander sur Volvo PV544; 4e rallye des 1000 lacs, sur Volvo PV544;
- 1960 - Premier: Gran Primo Argentina, sur Volvo PV544 (endurance sur circuit);
- 1960 - Premier: Rallye d'Allemagne, sur Volvo PV544;
- 1961 - Premier: Mille Miglia, sur Ferrari 250 GT[5];
  - 1961 - Second: Rallye de l'Acropole, avec Lohmander sur volvo PV544; 5e du Grand Prix de Spa, sur Ferrari 250 GT;
  - 1961 - Vice-champion d'Europe des rallyes (derrière Hans-Joachim Walter);
  - 1962 - Second: Rallye des Tulipes (Pays-Bas), sur Volvo 122S;
  - 1962 - Second: Gran Premio Rally Argentina, sur Volvo 122S;
  - 1963 - Troisième: Rallye des Tulipes (Pays-Bas) et Rallye de Genève, sur Volvo 122S;
  - 1963 - Second: Rallye de l'Acropole, sur Volvo 122S;
  - 1963 - Second: Rallye des 1000 lacs (avec Tom Trana) sur Volvo PV; 8e RAC Rally;
- 1963 - Premier: Championnat d'Europe des rallyes, sur Volvo 122S (copilote Haggbom).

## Titres acquis par Gunnar Andersson durant sa carrière de pilote ou de directeur sportif Volvo
- 2 Titres de champion du monde des constructeurs;
- 5 Titres de champion d'Europe des rallyes;
- 1 Titre de champion d'Europe de rallycross;
- 1 Titre de champion de Scandinavie de rallycross;
- 17 Titres de champion de Suède de rallye ou de rallycross.